# Georg Höhlig
Georg Höhlig (* 5. Januar 1879 in Leipzig; † 6. Dezember 1960 in Erla) war ein deutscher Maler des Spätimpressionismus.

## Ausbildung
Georg Höhlig war von 1894 bis 1897 Student an der Kunstakademie Leipzig. Ab November 1897 studierte er an der Akademie der Bildenden Künste in München in der Naturklasse bei Gabriel von Hackl. 1912 hielt er sich während einer Studienreise in Paris auf.

## Leben und Wirken
Georg Höhlig war das zweite von vier Kindern von Gustav Hermann Höhlig und seiner Ehefrau Auguste Henriette Höhlig. Gustav Hermann Höhlig war Zeichenlehrer an der II. Bürgerschule in Leipzig. Es ist deshalb naheliegend, dass Georg Höhlig bereits als Kind mit dem Zeichnen und Malen in Berührung kam. Zwischen 1903 und 1918 hatte er aufgrund einer asthmatischen Erkrankung zahlreiche Aufenthalte in Krankenhäusern und Heilstätten.
Ab 1913 hielt er sich regelmäßig für mehrere Monate im Jahr im Westerzgebirge auf, insbesondere in Waschleithe und Crandorf. Motive aus dieser Gegend prägen den Großteil seiner Landschaftsbilder.
In der Zeit des Nationalsozialismus war Höhlig Mitglied der Reichskammer der bildenden Künste, und er konnte sich an wichtigen Ausstellungen beteiligen.
1940 zog er zusammen mit seiner Schwester in den Ortsteil Crandorf der Gemeinde Erla.

## Werke (Auswahl)
- Haus Drachenleithe im Winter (um 1950, Öl auf Hartfaser; Sammlung Erzgebirgische Landschaftskunst)[1]

## Sicher belegte Teilnahme an Ausstellungen in der Zeit des Nationalsozialismus
- 1935: Leipzig, Museum der Bildenden Künste („Deutsche Graphikschau“)
- 1936 und 1937/1938: Leipzig, Museum der bildenden Künste (6. bzw. 7. „Große Leipziger Kunstausstellung“)
- 1938/1939: Leipzig, Leipziger Kunstverein („Jahresschau Leipziger Künstler“)
- 1942 und 1943: Leipzig, Museum der bildenden Künste („Große Leipziger Kunstausstellung“)